# Ice Hockey Superleague 1997/98
Die Saison 1997/98 war die zweite Spielzeit der Ice Hockey Superleague, der höchsten britischen Eishockeyspielklasse. Britischer Meister wurden die Ayr Scottish Eagles, die sich in den Playoffs durchsetzten und zuvor bereits Meister der regulären Saison wurden.

## Modus
In der regulären Saison absolvierte jede der acht Mannschaften insgesamt 28 Spiele. Der Erstplatzierte wurde Meister der regulären Saison. Alle acht Mannschaften qualifizierten sich für die Playoff-Zwischenrunde, in der sie gemäß ihrer Platzierung in der regulären Saison in zwei Gruppen zu je vier Mannschaften aufgeteilt wurden. Dort trafen die Mannschaften gegen jeden Gruppengegner in Hin- und Rückspiel, woraufhin sich die beiden Erstplatzierten jeder Gruppe für das Playoff-Halbfinale qualifizierten. Der Playoff-Gewinner wurde Britischer Meister. Für einen Sieg nach regulärer Spielzeit und nach Overtime erhielt jede Mannschaft zwei Punkte, für ein Unentschieden und eine Niederlage nach Overtime ein Punkt und für eine Niederlage nach der regulären Spielzeit null Punkte.

## Reguläre Saison

### Tabelle
|    | Klub                | Sp | S  | U | N     | Tore    | Punkte |
| -- | ------------------- | -- | -- | - | ----- | ------- | ------ |
| 1. | Ayr Scottish Eagles | 28 | 20 | 1 | 7(2)  | 117:069 | 43     |
| 2. | Manchester Storm    | 28 | 18 | 3 | 7(1)  | 123:080 | 40     |
| 3. | Cardiff Devils      | 28 | 15 | 2 | 11(2) | 099:079 | 34     |
| 4. | Nottingham Panthers | 28 | 14 | 3 | 11(0) | 095:099 | 31     |
| 5. | Bracknell Bees      | 28 | 14 | 1 | 13(1) | 095:115 | 30     |
| 6. | Sheffield Steelers  | 28 | 11 | 2 | 15(3) | 103:101 | 27     |
| 7. | Basingstoke Bison   | 28 | 5  | 4 | 19(6) | 080:116 | 20     |
| 8. | Newcastle Cobras    | 28 | 6  | 2 | 20(1) | 066:119 | 15     |

Sp = Spiele, S = Siege, U = Unentschieden, N = Niederlagen, OTS = Overtime-Siege, OTN = Overtime-Niederlage, SOS = Penalty-Siege, SON = Penalty-Niederlage, in Klammern (Anzahl der Niederlagen nach Overtime)

## Playoffs

### Gruppe A
|    | Klub                | Sp | Punkte |
| -- | ------------------- | -- | ------ |
| 1. | Ayr Scottish Eagles | 6  | 9      |
| 2. | Sheffield Steelers  | 6  | 7      |
| 3. | Nottingham Panthers | 6  | 7      |
| 4. | Newcastle Cobras    | 6  | 4      |

Sp = Spiele, S = Siege, U = Unentschieden, N = Niederlagen, OTS = Overtime-Siege, OTN = Overtime-Niederlage, SOS = Penalty-Siege, SON = Penalty-Niederlage

### Gruppe B
|    | Klub              | Sp | Punkte |
| -- | ----------------- | -- | ------ |
| 1. | Cardiff Devils    | 6  | 11     |
| 2. | Manchester Storm  | 6  | 7      |
| 3. | Bracknell Bees    | 6  | 6      |
| 4. | Basingstoke Bison | 6  | 1      |

Sp = Spiele, S = Siege, U = Unentschieden, N = Niederlagen, OTS = Overtime-Siege, OTN = Overtime-Niederlage, SOS = Penalty-Siege, SON = Penalty-Niederlage

### Halbfinale
- Ayr Scottish Eagles – Manchester Storm 5:3/7:2
- Cardiff Devils – Sheffield Steelers 5:4 n. V./6:2

### Spiel um Platz 3
- Sheffield Steelers – Manchester Storm 5:2

### Finale
- Cardiff Devils – Ayr Scottish Eagles 2:3 n. V.